# Miltogramma basuto
Miltogramma basuto är en tvåvingeart som beskrevs av Zumpt och Stimie 1965. Miltogramma basuto ingår i släktet Miltogramma och familjen köttflugor. Inga underarter finns listade i Catalogue of Life.